# Реконструкција препуцијума
Реконструкција препуцијума или обнова кожице мушког полног уда једна је од медицинских процедура која има за циља да обнови, односно повећа претходно редуковану дужину коже пениса. Ова метода може бити хируршка (реконструкција препуција) или нехируршка, конзервативна, и има за циља  да надогради недостајући део препуцијума којаи треба да покрива главић пениса. Мушкарци са фимозом могу користити технике сличне нехируршкој обнови препуцијум да би је обезбедили ширењем отвора на препуцијуму. Имајући у виду да је 1/3 мушке популације обрезана, током живота појединих мушкараца јавлјају се бројни разлози који их наводе на обнављање препуцијума — побољшање сексуалног задовољства, комфор који пружа заштита осетљивих ткива главића пениса и враћање природног изгледа.

## Историја
Обрезивање препуцијума
Обрезивање мушкараца зачето је у антици, мада постоје сазнања да су то чинили Египћани много пре времена Абрахама, оца јудаизма. Без обзира на ранији значај мушког обрезивања, Абрахам је обрезивању дао посебно значење: јер га је прихватио као знак и печат савеза између Бога и Божјег изабраног народа. Према диктату, пракса је требала бити универзална међу свим мушким члановима заједнице; било да су слободњаци или робови. Надаље, обред обрезивања је требало обавити осмог дана живота. Тако је настало, по први пут у записаној историји, рутинско обрезивање новорођенчади - традиција која до сада траје отприлике око 4.000 година. 
Реконструкција препуцијума
Паралелно са обрезивањем јавила се и технике реконструкције препуцијума коју се неки Јевреји  користили још у хеленистичкој Грчкој или старом Риму. Обнова препуцијума, позната и као еписпазам или дециркумцизија, периодично је документована пре више од 4.000 година. Најраније референце које потичу из око 200. године пре нове ере садрже опис неколико различитих „метода“ усвојених као одговор на преовлађујућу социјалну и политичку климу која је у том раздобљу владала.
Током хеленског периода (323. до 30. године п, н. е.) поједине етничке групе су биле под јаким притиском да се одрекну својих индивидуалних традиција у користе једне велике, универзалне и просветљене културу. За жидовског мушкарца то је значило изостављање између других и вековима негованих традиција обрезивања, његовог јединственог знака и печата савеза. Додатне мере које су наметнуте јеврејској заједници била је реконструкција препуцијума, која је укључивала:
- идеализацију Грка у природном мушком облику,
- убирање посебних пореза као што је „храмски порез”,
- селективне војне прозивке обрезаних младића.

У таквим условима било је неизбежно да неки мање побожни јевреји у циљу остварења добробити (као део ширег друштва), сакрију или прикривају доказе свог обрезивања.
Потреба да се прикрије обрезивање била је посебно важна за сваког младог јеврејског спортисту који се желио такмичити у грчким играма. Као су у овим играма играчи учествовали наги, и најмања изложеност погледима околине главића пениса сматрана је неморалном. У таквим условима очекивало се чак и од нејеврејских младић са „недостатном“ кожом препуцијума, исту механички развлуку преко главића како не би увредили гледаоце.
Тадашњи јеврејски спортисти били су у стању да остваре овај подвиг, јер је обрезивањем уклања само типично избочени врх дечије кожице, а остављана је унутрашња облога дечије кожице причвршћена за главћ - остављајући при том одраслом мушкарцу „мини шлеп“ који је могао прилично лако бити повучен напред преко главића. 
Тек око 140. године, после Бар Кохбиног устанака, почела је примена радикалнијег поступка „скидања голих глава“ као додатак досадашњем жидовском обреду обрезивања,}}  највероватније због жидовских спортиста који су временом формирали прилично дуг препуцијум сталним повлачење (истезањем),  и веменом кожицу издужили до скоро природне величине. Тако је обнова кожице помоћу „истезања" (или повлачења) постала јако раширена у пракси.
У том периоду лекар Целзус, чији списи потичу из раног римског периода (14. до 37. година), развио два хируршка поступка за издуживање или увећавање мушког препуцијума.
Много касније, током Другог светског рата, како би избегли страдање у холокауста неки Јевреји су покушали да искористе ову врсту операције у покушају да сакрију своје порекло и избегну прогон од стране нациста.  Према литератури, постојали су пољски лекари који су осмислили исхитрене, грубе хируршке технике како би помогли Јеврејима у окупираним деловима Европе да избегну откривање. Неки од ових поступака изненађујуће су подсећали на оне које је Целзус описао скоро 2000 година раније. Нема доказа да је примена било која од ових метода настављена и након слома нацистичког режима.
Обнова препуцијума, као посебна техника недавно је развијена у Сједињеним Америчким Државама захваљујући проналаску различитих уређаја и усавршавањем метода за ширење ткива. У Сједињеним Државама, обрезивање мушкараца се практикује као медицински поступак више од 100 година, а рутинско обрезивање мушкараца одојчади врши се од почетка овог века. Први снимак савремене  рестаурације препуција појавио се, међутим, тек 1963. године, у чланку јужноафричког лекара Jack Penn-а. Његова метода је садржала поступак примене графта коже узета са других места на телу. Убрзо након што је његов чланак привукао пажњу у Сједињеним Државама, заинтересовани мушкарци у овој земљи почели су да врше притисак на своје лекаре да развију поступке за обнављање препуцијума. Тако је између 1977. и 1990. године осмишљено неколико хируршких метода.
Оснивање удружења за подршку реконструкцији препуцијума
Метод реконструкција препуцијума прати и оснивање  удружења за подршку онима који се баве нехируршким методама рестаурацуије препрепуцијума. 
Ове асоцијације такође енергично супротстављају и чину обрезивања, и на тај начин чине део „покрета за очување интегритета гениталија“. У Француској овај покрет представљају: Удружење против понижавања деце (Association contre la Mutilation des Enfants) и удружење "Droit au Corps 

## Методе реконструкције

### Хируршка метода
Хируршке методе реконструкције препуцијума, која је неколико пута испробана у Северној Америци, заснива се на трансплантацији дела коже стражњице, скротума или  других делова тела, изабране према сложености, расположивости, количини и квалитету. Међутим, резултати су различити, и  пацијенти нису увек задовољни интервенцијом због многих постоперативних компликација (углавном одбацивање трансплантације. Зато се ова метода  сматра скупљом, болном и ризичнијом од нехируршких метода.

### Нехируршка метода (истезање)
Овом методом врши се „истезаље” преостала кожа пениса која се навлачи преко главића пениса и држи у том положају извесно време еластичним гумама, медицинском траком или утезима. Током трајања истезања настају нове ћелије које кванитативно увећавају величину препуцијума. Обновљен препуцијум међутим нема сва својства физиолошког препуцијуме, јер се френулум не може обновити без операције. Предност истезања је у томе што је ова метода, увећава препуцијум без ожиљака и без длака.
Велики недостатак ове метод је тај што он захтева много времена, неколико месеци или година, а добра страна је та што се споља тако настала кожица тешко може разликовати од природне кожнице.
- Нехируршка метода реконструкције препуцијума
- Истезање тензионим ретрактором са гумицом
- Истезање лепљивом траком
- Резултат четворогодишњег лечења методом истезања обрезаног препуцијума

## Ризици
Иако од реконструкција препуцијума пацијент има одређене користи, она такође има и неке ризике. Иако је продужења препуцијума процес који  дуго траје он се код добро мотивисаног пацијента углавном добро свладава.  Међутим,  с друге стране, током дужег трајања истезања постоји ризик од лезија ако је тракција коже прејака. Такође обнова је дуг процес, у већини случајева је потребно више од једне године, а некада и дуже од две године, да бис е постигао задовољавајући резултат. У таквим уисловима потребно је да пацијент буде мотивисан и стрпљив, јер процес није само дуготрајна физичка трансформација већ исти толко  и психолошка, јер за сада недостају краћа и поузданија средства. 
Појава тракастог црвенила коже  дуж  затегнутих траке је знак превелике напетости, а ако  подручје поприми плавкасто / тамну нијансу која се не враћа у нормалу након уклањања уређаја за истезање препуцијума, пацијентз се мора хитно јавити лекару.

## Предности и ограничења
Како на психолошком нивоу, обрезивање препуцијума, може бити праћено  психичком траумом и појавом  кастрационе анксиозности, већина обрезаних особа, управо у адолесценцији или одраслој доби, још као врло млади схвате да су стању које је другачија од оног код „нетакнуте - необрезане особе“ и не тако често жале због те разлике. Обнављање кожнице за такве особе је средство за повраћај одређених функција пениса којих  је та особа лишена сопствене слободе избора, и донопси јој  задовољство поправљањем штете коју су узроковали други.
На естетском нивоу, ако се рестаурација препуцијума спроведе довољно дуго, он се може се обновити до тог нивоа да  покрива целокупну дужину главића пениса. Иако на први поглед, то може дати илузију правог препуцијума,  јер је код пацијента  сачуван само мали проценат првобитне кожнице (ожиљак је врло близу главићу),  а обновљени препуцијум се углавном састојати од обичне коже, која је дебља од првобитне. Поред тога, ако рестаурација препуцијума није започета до одрасле доби, њен врх је мање затегнутији него код првобитног препуцијума.
Физиолошки обновљен препуцијумн нема увек исте квалитете као оригинал: јер се састоји од обичне коже, која је мање еластична и гушћа. Исто тако, ако је   френулум ампутиран, рестаурација не допушта његову реконструкцију. Како након операције и у недељама које је прате део нервних завршетака изумире, процењује се да је број преосталих  нервних завршетака између 5 и 30% . 
Након обрезивања, главић губи осетљивост, због феноменом кератинизације: површина главића која је изворно природно осетљива и заштићена препуцијумом, након операције наћи ће се у директном контакту са спољашњом средином (доње рубље, постељина итд.). Реагујући на редовно трење на површини главића формира се кератин (влакнасти протеин који се налази у дубоким слојевима епидерме), баш као што се калуси могу формирати и на другим деловима тела који су изложени дуготрајном трењу. Тешко је након обрезивања проценити губитак осетљивости, јер то зависи и од психолошког стања особе, и година старости, па ће особа која је обрезана са великим потешкоћама моћи да процени разлику у осетљивости пре и после обрезивања.
У случају да се неко одлучи на почетак поступка обнове, мора имати на уму да се изгубљени нервни завршеци неће поново створити. Али ако се реконструкцијом препуцијума поново заклони главић, после неколико недеља он се враћа у стање блиско изворном (влажнији је и мекши). Присуство коже која клизи преко главића такође може бити извор задовољства које врло млада обрезана особа може открити након што је започела њену обнову. На крају, док обрезана особа тешко може да ипроценити шта је изгубила, враћање кожице даје пацијенту осећај сличан оном да има природи препуцијујм. Преостали нервни завршеци тада могу делимично повратити одређену осетљивост. Зависно од психолошког очекивања на крају процеса, један број лечених пацијената описује своје стање у распону од једноставног психолошког задовољства до утиска поновног откривања мноштва сензација  и дубоко сексуално богатство.